# Melodija (založba)
Melodija (rusko: Мелодия) je ruska (nekdaj sovjetska) glasbena založba. Do razpada Sovjetske zveze je bila glavna državna glasbena založba Sovjetske zveze.

## Zgodovina
Založba je bila ustanovljena leta 1964 kot "Vsezvezno gramofonsko podjetje sovjetskega ministrstva za kulturo Melodija". Uporabljala je številne studie in  proizvodne obrate po celotni Sovjetski zvezi kot tudi močna središča distribucijskih in promocijskih strategij. Najbolje prodajane gramofonske plošče so bile na 33⅓ in 78 obratov na minuto. Do leta 1973 je Melodija izdala nekaj 1.200 gramofonskih plošč s skupno naklado 190-200 milijonov na leto, poleg tega pa še milijon kaset na leto, kar je bilo izvoženo v več kot 70 držav.
Prevladovala je produkcija klasične glasbe sovjetskih skladateljev in glasbenikov (Peter Iljič Čajkovski in Dimitrij Šostakovič), nastopi sovjetskih gledaliških igralcev ter pravljice za otroke. Založba je izdajala tudi plošče nekaterih najuspešnejših zahodnih pop, jazz in rock izvajalcev, kot so ABBA, Paul McCartney, Boney M., Dave Grusin, Amanda Lear in Bon Jovi. Redno je izdajala plošče popularnih sovjetskih pevcev, kot so Alla Pugačeva, Vladimir Visotski, Bulat Okudzhava, Sofia Rotaru, Mihail Bojarski, Valerij Leontiev, Aleksander Barikin, Vladimir Kuzmin, pa tudi plošče sovjetskih rock skupin, kot so Autograph, Mašina Vremeni in Cruise.
V drugih državah so bile plošče Melodije, uvožene iz Sovjetske zveze, pogosto prodajane pod imenom MK, kar pomeni Meždunarodnaja Kniga (Μеждународная Книга; "Mednarodna knjiga"). V ZDA so se številni posnetki Melodije pojavili pri založbi Monitor Records. V 70. in 80. letih pa so se Melodijini posnetki klasične in ljudske glasbe pojavljali pri založbah Melodiya/Angel (ZDA) in Melodiya/HMV kot rezultat ekskluzivne pogodbe z založbo EMI, lastnico obeh založb. Manjše število posnetkov je izšlo tudi pri drugih založbah, posebej po letu 1989, preden je Melodija leta 1994 podelila izključne pravice založbi BMG. V vsaj enem primeru je ena plošča Melodije, Roždestvenskijev posnetek baleta Hrestač, Petra Iljiča Čajkovskega iz leta 1960, izšla v ZDA pri založbi Columbia Masterworks. Potem, ko je pogodba z BMG-jem leta 2003 potekla, je založba leta 2006 pričela z izdajanjem svojih posnetkov v lastni režiji.
Do aprila 1989 je bila založba upravljana s strani države, zato je sovjetska snemalna industrija lahko uporabljala zgolj en numerični sistem za vse izdaje od leta 1933 naprej, ne glede na izvor ali kraj izdelave. Števična zaporedja za LP plošče in plošče na 78 obratov so strogo kronološka, od koder je mogoče datirati številne, čeprav ne vseh izdaj samo z uporabo kataloške številke.

## Sedanjost
Od leta 2008 so nekatere plošče Melodije v Severni Ameriki dosegljive preko kanadske založbe klasične glasbe Analekta, katero distribuira ameriško podjetje Entertainment One Distribution in kanadsko podjetje Distribution Select.
Odkar Mongolija nima državne založbe, deluje Melodija tudi v Mongoliji in izdaja plošče zasedb in skladateljev, kot so Gonchigsumala, Chuluun, Luvsansharav/Choidog, Soyol-Erdene in Bayan Mongol. Deluje pod imenom Mongol Ajalguu (Монгол Аялгуу, Mongolska melodija), logotip Melodije pa se vseeno pojavlja na ovitkih plošč. Vse plošče imajo napisane podatke v mongolskem, ruskem in angleškem jeziku.